# Liste der Naturdenkmale in Buchholz (Westerwald)
Die Liste der Naturdenkmale in Buchholz (Westerwald) nennt die im Gemeindegebiet von Buchholz (Westerwald) ausgewiesenen Naturdenkmale (Stand 9. Oktober 2013).

## Naturdenkmale
| Nr.         | Bezeichnung | Lage                                                        | Beschreibung  | Bild                          |
| ----------- | ----------- | ----------------------------------------------------------- | ------------- | ----------------------------- |
| ND-7138-373 | Lökestein   | Buchholz, westlich des Ortes; Abteilung Der Läutestein Lage | Quarzitfelsen | mehr Fotos \| Fotos hochladen |

## Ehemalige Naturdenkmale
| Nr.         | Bezeichnung | Lage                                                  | Beschreibung                                        | Bild                                    |
| ----------- | ----------- | ----------------------------------------------------- | --------------------------------------------------- | --------------------------------------- |
| ND-7138-380 | Stieleiche  | Mendt, südlich des Ortes; Flur Auf dem Horscheid Lage | Quercus robur; Rechtsverordnung vor 2013 aufgehoben | Direkt Bild zu diesem Denkmal hochladen |